# Ashland (Virginia)
Ashland è un comune degli Stati Uniti d'America, situato nello Stato della Virginia, nella Contea di Hanover.